# Robert Farrant
Robert Farrant, född okänt år, är en brittisk skådespelare. Han är mest känd för huvudrollen som stum man i Marianne Ahrnes film Långt borta och nära (1976).

## Filmografi
- 1970 – Het på gröten
- 1976 – Långt borta och nära
- 1977 – Full Circle
- 1977 – Target (TV-serie)
- 1985 – Bergerac (TV-serie)

### Fotnoter
1. ↑  ”Robert Farrant”. IMDb.com. http://www.imdb.com/name/nm0268109/?ref_=fn_al_nm_1. Läst 4 februari 2013.